# Cardinia Reservoir
Cardinia Reservoir är en reservoar i Australien. Den ligger i delstaten Victoria, omkring 43 kilometer sydost om delstatshuvudstaden Melbourne. 
I omgivningarna runt Cardinia Reservoir växer i huvudsak städsegrön lövskog. Runt Cardinia Reservoir är det ganska tätbefolkat, med 75 invånare per kvadratkilometer. Genomsnittlig årsnederbörd är 1 251 millimeter. Den regnigaste månaden är maj, med i genomsnitt 154 mm nederbörd, och den torraste är januari, med 51 mm nederbörd.